# Corydoras maculifer
Corydoras maculifer är en fiskart som beskrevs av Han Nijssen och Isbrücker, 1971. Corydoras maculifer ingår i släktet Corydoras och familjen Callichthyidae. Inga underarter finns listade i Catalogue of Life.